# Cordylomera wieringai
Cordylomera wieringai là một loài bọ cánh cứng trong họ Cerambycidae.